# Biatlo nos Jogos Olímpicos de Inverno de 2006
As competições de biatlo nos Jogos Olímpicos de Inverno de 2006 foram disputadas entre 11 e 25 de fevereiro em Turim, na Itália. O biatlo é dividido em onze eventos. As competições foram realizados na arena Cesana-San Sicario.

## Calendário
| Fevereiro | 10 | 11 | 12 | 13 | 14 | 15 | 16 | 17 | 18 | 19 | 20 | 21 | 22 | 23 | 24 | 25 | 26 |
| --------- | -- | -- | -- | -- | -- | -- | -- | -- | -- | -- | -- | -- | -- | -- | -- | -- | -- |
| Biatlo    |    | 1  |    | 1  | 1  |    | 1  |    | 2  |    |    | 1  |    | 1  |    | 2  |    |

|  | Dia de competição |  | Dia de final |  | Exibição de gala |

## Eventos
- 20 km individual masculino
- 10 km velocidade masculino
- Perseguição (12,5 km) masculino
- Largada coletiva (15 km) masculino
- Revezamento 4x7,5 km masculino
- 15 km individual feminino
- 7,5 km velocidade feminino
- Perseguição (10 km) feminino
- Largada coletiva (12,5 km) feminino
- Revezamento 4 x 6 km feminino

## Medalhistas
Masculino
| Evento                          | Ouro                                                              | Prata                                                                           | Bronze                                                                   |
| ------------------------------- | ----------------------------------------------------------------- | ------------------------------------------------------------------------------- | ------------------------------------------------------------------------ |
| Individual 20 km detalhes       | Michael Greis GER Alemanha                                        | Ole Einar Bjørndalen NOR Noruega                                                | Halvard Hanevold NOR Noruega                                             |
| Velocidade 10 km detalhes       | Sven Fischer GER Alemanha                                         | Halvard Hanevold NOR Noruega                                                    | Frode Andresen NOR Noruega                                               |
| Perseguição 12,5 km detalhes    | Vincent Defrasne FRA França                                       | Ole Einar Bjørndalen NOR Noruega                                                | Sven Fischer GER Alemanha                                                |
| Largada coletiva 15 km detalhes | Michael Greis GER Alemanha                                        | Tomasz Sikora POL Polônia                                                       | Ole Einar Bjørndalen NOR Noruega                                         |
| Revezamento 4x7,5 km detalhes   | Sven Fischer Michael Greis Ricco Gross Michael Rösch GER Alemanha | Ivan Tcherezov Sergey Chepikov Pavel Rostovtsev Nikolay Kruglov, Jr. RUS Rússia | Julien Robert Vincent Defrasne Ferréol Cannard Raphael Poiree FRA França |

Feminino
| Evento                            | Ouro                                                                                 | Prata                                                              | Bronze                                                                             |
| --------------------------------- | ------------------------------------------------------------------------------------ | ------------------------------------------------------------------ | ---------------------------------------------------------------------------------- |
| Individual 15 km detalhes         | Svetlana Ishmouratova RUS Rússia                                                     | Martina Glagow GER Alemanha                                        | Albina Akhatova RUS Rússia                                                         |
| Velocidade 7,5 km detalhes        | Florence Baverel-Robert FRA França                                                   | Anna Carin Olofsson SWE Suécia                                     | Lilia Efremova UKR Ucrânia                                                         |
| Perseguição 10 km detalhes        | Kati Wilhelm GER Alemanha                                                            | Martina Glagow GER Alemanha                                        | Albina Akhatova RUS Rússia                                                         |
| Largada coletiva 12,5 km detalhes | Anna Carin Olofsson SWE Suécia                                                       | Kati Wilhelm GER Alemanha                                          | Uschi Disl GER Alemanha                                                            |
| Revezamento 4x6km detalhes        | Anna Bogaliy-Titovets Svetlana Ishmouratova Olga Zaitseva Albina Akhatova RUS Rússia | Martina Glagow Andrea Henkel Katrin Apel Kati Wilhelm GER Alemanha | Delphyne Peretto Florence Baverel-Robert Sylvie Becaert Sandrine Bailly FRA França |

## Quadro de medalhas
| Ordem | País         | Medalha de ouro | Medalha de prata | Medalha de bronze |    | Ordem por total |
| ----- | ------------ | --------------- | ---------------- | ----------------- | -- | --------------- |
| 1     | GER Alemanha | 5               | 4                | 2                 | 11 | 1               |
| 2     | RUS Rússia   | 2               | 1                | 2                 | 5  | 3               |
| 3     | FRA França   | 2               |                  | 2                 | 4  | 4               |
| 4     | SWE Suécia   | 1               | 1                |                   | 2  | 5               |
| 5     | NOR Noruega  |                 | 3                | 3                 | 6  | 2               |
| 6     | POL Polônia  |                 | 1                |                   | 1  | 6               |
| 7     | UKR Ucrânia  |                 |                  | 1                 | 1  | 6               |
| TOTAL | TOTAL        | 10              | 10               | 10                | 30 | —               |